# Utö naturreservat
Utö naturreservat är ett naturreservat i Haninge kommun i Stockholms län.
Området är naturskyddat sedan 1974 och är 4 183 hektar stort. Reservatet omfattar den nordligaste delen av Utö och hav, småöar och kobbar i nordväst och söder.  Reservatet består av barrskog och gruvan med gruvbyn.